# Samsung GX-1L
Samsung GX-1L — 6 мегапиксельный цифровой зеркальный фотоаппарат компании Samsung Electronics. Анонсирован 24 февраля 2006 года.
Камера почти по всем показателям и внешнему виду дублирует Pentax *ist DL2. Разработка велась фирмами совместно. Основная целевая аудитория — начинающие фотографы, для которых эта камера первая. Максимальное разрешение снимка — 3008×2008 пикселов. ПЗС-Матрица формата APS-C. Диапазон выдержек от 30 до 1/4000 секунды. Диапазон чувствительности от 200 до 3200 ISO. Samsung GX-1L — это несколько усовершенствованная *ist DL.